# Lac Aluminé
Le lac Aluminé est un lac de la province de Neuquén, en Argentine. Il est situé dans le département d'Aluminé, au sein des Andes de Patagonie argentine, à plus ou moins 25 km au nord du parc national Lanín. 

## Étymologie
Son nom est d'origine mapuche et se compose de deux vocables. Le premier alum signifie « pot reluisant » et miné veut dire « là dans le fond ». On pourrait traduire par « lac luisant dans la profonde cuvette ». 

## Géographie
Il occupe le fond d'une vallée glaciaire orientée est-ouest comme c'est très souvent le cas dans les Andes de Patagonie.
- Altitude : sa surface se trouve à 1 152 m d'altitude.
- Accès : il est situé à 155 km de la ville de Zapala, station terminale d'une des deux grandes lignes du chemin de fer General Roca venu de Buenos Aires. De là, la route provinciale 13 permet de terminer le voyage et continue, après avoir contourné le lac par le nord, jusqu'au col de Mallín de Icalma (1 393 m) qui relie la région au Chili. La provinciale 23, qui a un trajet nord-sud permet d'atteindre les villes d'Aluminé et de Junín de los Andes au sud, et de Las Lajas loin au nord.
- Précipitations : à l'instar des lacs Nahuel Huapi et Huechulafquen, le bassin du lac Aluminé reçoit des précipitations très abondantes dans sa partie occidentale (annuellement, de 3 500 mm dans sa partie ouest, à 600 mm dans la région est)
- Température de ses rivages : elle oscille entre 15 et 18 °C en été et 1 à 6 °C en hiver. Les extrêmes se situent à 32 °C et −12 °C.

## Tributaire
Le lac Aluminé reçoit à l'ouest les eaux du petit lac Moquehue. 

## Description
Sur la côte nord de l'Aluminé, à peu près en son milieu, se trouve la localité de Villa Pehuenia, entourée par des cordillères. À l'ouest et au nord-ouest le cordon principal -ou axial- de la cordillère des Andes, a ici une hauteur moyenne de 2 500 m. Au delà, c'est le Chili.  
Au nord du lac, les ramifications de la cordillère ont pour sommet le cerro Batea Mahuida de 2 052 m d'altitude (juste au nord de Villa Pehuenia). Ce massif volcanique possède un cratère occupé par un petit lac situé à 1 751 mètres, et dont l'émissaire se jette dans le lac Aluminé.  
Les paysages de ce lac d'origine glaciaire sont superbes. La belle nappe d'eau est entourée de forêts de conifères autochtones, parmi lesquels prédominent l'Araucaria araucana ou pehuen (arbre imposant dont la localité de Villa Pehuenia a hérité le nom) et de coihues (Nothofagus dombeyi), sorte de chêne sud-américain de très belle prestance. On y trouve aussi des lengas (Nothofagus pumilio), des ñires (Nothofagus antarctica) et des lipains ou cyprès de la cordillère (Austrocedrus chilensis).
À environ deux kilomètres à l'ouest de Villa Pehuenia se trouve la petite localité de La Angostura et à 5 km à l'est la tout aussi petite cité de Villa Unión.
Le lac Aluminé, comme d'ailleurs son petit frère le lac Moquehue, a une couleur bleu ciel extraordinaire, et les montagnes environnantes ont toujours leurs sommets quelque peu enneigés. 
Parmi eux, le cerro de Batea Mahuida maintient des neiges durant sept mois sur la totalité de ses pentes, depuis début avril, jusqu'au mois d'octobre, car ses principaux flancs se trouvent à l'ombre du soleil et l'atmosphère y est refroidie par un vent frais pratiquement continu venu du sud-ouest.

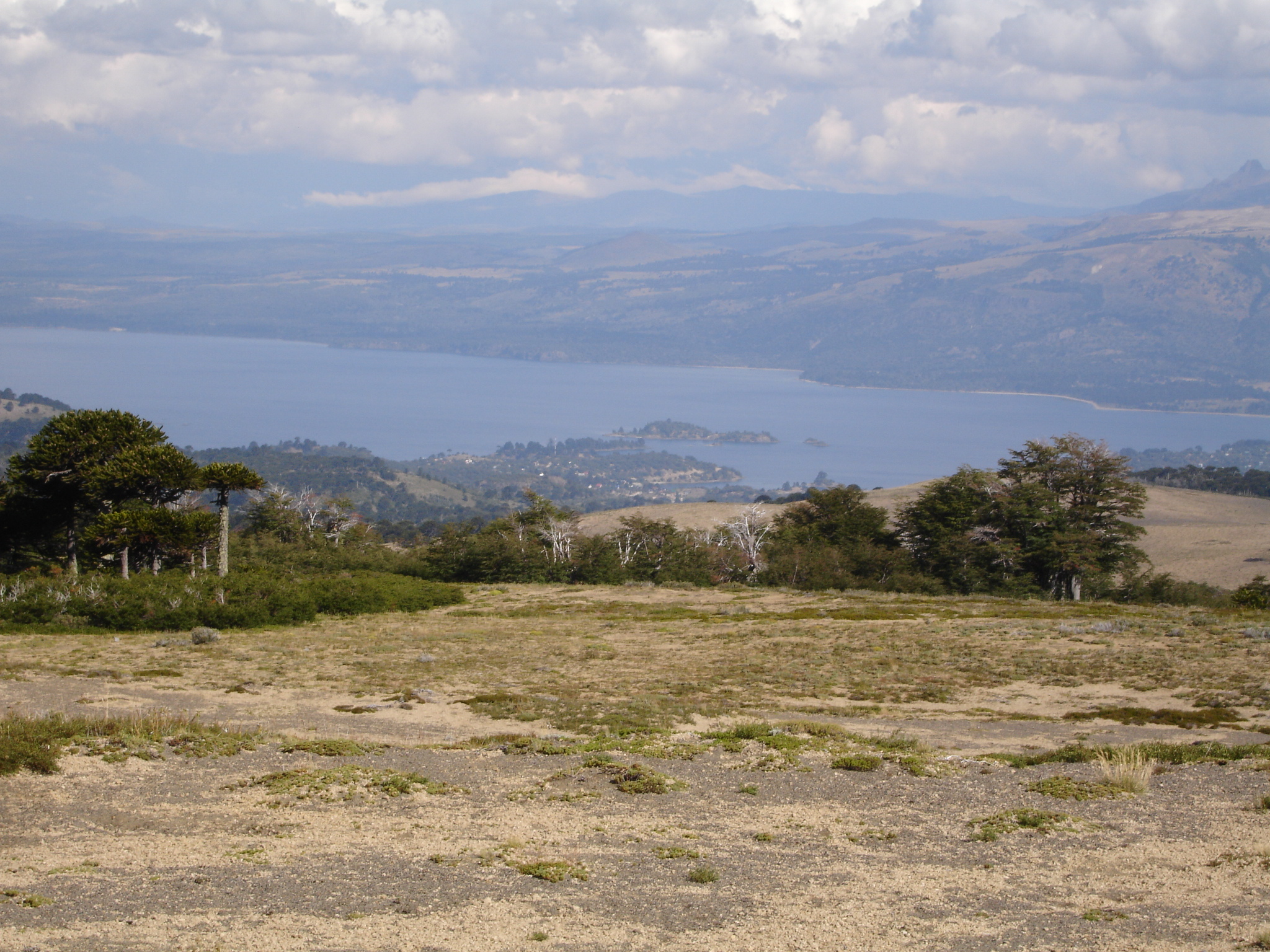
Le lac Aluminé vu depuis le cerro Batea Mahuida.

## Émissaire
Son bassin étant fort arrosé, et l'évaporation étant peu importante, il donne naissance à un émissaire abondant appelé río Aluminé, qui s'oriente vers le sud et après avoir reçu sur sa droite le Río Pulmarí, émissaire du lac Ñorquinco et traversé la petite ville d'Aluminé, centre logistique de toute la région, il reçoit - toujours à droite du côté des Andes - l'émissaire du lac Quillén, puis celui du lac Tromen appelé Río Malleo. Peu après il conflue avec l'important río Chimehuin, émissaire du lac Huechulafquen et forme avec ce dernier le río Collón Curá, l'affluent le plus abondant du río Limay, donc du fleuve río Negro.

## Tourisme
Avec ses eaux limpides et ses nombreux affluents torrentueux, la région du lac Aluminé bénéficie d'un potentiel touristique énorme, encore fort peu mis en valeur actuellement (en 2006). C'est certainement un endroit idéal pour le tourisme d'aventure.